# 루터교 세계 연맹
루터교 세계 연맹(독일어: Lutherischer Weltbund, LWF)는 스위스 제네바의 에큐메니컬 센터에 본부를 두고 루터교 교단들의 친교를 담당하는 단체이다. 전 세계 79개국 144개의 회원 교단과 7,200만여 명의 회원을 보유한 대표적 루터교 연합이다. 루터교 세계 연맹의 주요 업무는 교단, 종교 간의 관계와 신학, 인도주의적인 지원, 인권 신장이다.
1999년 10월 31일에는 독일의 아우크스부르크에서 로마 가톨릭교회와 교리의 정당성에 관한 공동 선언을 발표하여, 상호간의 구원교리에 관해 일치를 선언했다. 약 80%를 넘는 숫자의 교회가 여성 목회자에 대한 안수를 주고 있다.

## 같이 보기
- 주류 개신교 교단 목록
- 세계 교회 협의회